# 1813 en littérature
| Années de la littérature : 1810 - 1811 - 1812 - 1813 - 1814 - 1815 - 1816    |
| Décennies de la littérature : 1780 - 1790 - 1800 - 1810 - 1820 - 1830 - 1840 |

Cet article présente les faits marquants de l'année 1813 en littérature.

## Essais
- Vie de Nelson de Robert Southey.
- Publication à Londres de l'essai littéraire et philosophique De l'Allemagne de Germaine de Staël, ouvrage interdit par la censure napoléonienne et dont les exemplaires ont été détruits chez l'imprimeur en 1810 à Paris, lors d'une première tentative de parution ; il est enfin édité en France en 1814, après la chute de Napoléon.

## Poésie
- L’écrivain britannique Percy Bysshe Shelley publie La Reine Mab, un poème philosophique.
- Le Messager de l’Europe publie les premiers poèmes de Pouchkine.
- A l’ombre d’un ami, de Batiouchkov.
- L’écrivain britannique Lord Byron publie Le Giaour et La Fiancée d'Abydos, contes orientaux.
- Ernst Moritz Arndt, Lieder für Teutsche : im Jahr der Freiheit 1813, Leipzig, Fleischer, 1813 (présentation en ligne) (« Chants patriotiques allemands »).

## Romans
- La romancière britannique Jane Austen publie « Orgueil et préjugés » (Pride and prejudice).

## Principales naissances
- 23 janvier : Charles Harpur, poète australien († 1868)
- 11 février : 
  - Otto Ludwig, écrivain, dramaturge et critique allemand († 1865)
  - Harriet Ann Jacobs, femme de lettres abolitionniste américaine († 1897)
- 18 mars : Christian Friedrich Hebbel, poète et dramaturge allemand († 1863)
- 13 avril : Louis Chalmeton, poète et auteur dramatique français († 1879).
- 5 mai : Søren Kierkegaard, écrivain et philosophe danois († 1855)
- 22 juin : Anna Swanwick, écrivain féministe anglaise († 1899)

## Principaux décès
- 20 janvier : Christoph Martin Wieland, poète, traducteur et éditeur allemand (° 1733)
- 11 août : Henry James Pye, poète anglais (° 1745)
- 12 novembre : J. Hector St John de Crèvecoeur (Michel Guillaume Jean de Crèvecoeur, dit J. Hector St John), écrivain américano-normand (° 1735)